# Extraordinary (canción de Clean Bandit)
«Extraordinary» es una canción realizada por el grupo británico Clean Bandit con la colaboración de la cantante Sharna Bass; incluida en el álbum de estudio debut de Clean Bandit New Eyes. En el Reino Unido, fue lanzado como sencillo el 12 de mayo de 2014 y también fue editado un EP de remezclas el 16 de mayo de 2014. Alcanzó la quinta ubicación en la lista de sencillos del Reino Unido.

## Video musical
El video musical fue producido y dirigido por los propios integrantes de la banda y fue rodado en Cuba. Én el aparece la vocalista de la canción, Sharna Bass.

## Lista de canciones
| Descarga digital - Sencillo |                                   |          |  |
| N.º                         | Título                            | Duración |  |
| 1.                          | «Extraordinary» (con Sharna Bass) | 4:16     |  |

| Descarga digital - Remixes |                                                     |          |  |
| N.º                        | Título                                              | Duración |  |
| 1.                         | «Extraordinary» (con Sharna Bass) (Sigma Remix)     | 4:40     |  |
| 2.                         | «Extraordinary» (con Sharna Bass) (Zinc Remix)      | 4:47     |  |
| 3.                         | «Extraordinary» (con Sharna Bass) (Bontan Remix)    | 6:18     |  |
| 4.                         | «Extraordinary» (con Sharna Bass) (Klingande Remix) | 5:06     |  |

## Posicionamiento en listas
| Lista (2014)                                | Mejor posición |
| ------------------------------------------- | -------------- |
| Bélgica (Flandes) (Ultratip Bubbling Under) | 4              |
| Bélgica (Valonia) (Ultratip Bubbling Under) | 17             |
| Escocia (Scottish Singles Top 40)           | 7              |
| Eslovaquia (Radio Top 100 Chart)            | 81             |
| Euro Digital Songs                          | 12             |
| Irlanda (IRMA)                              | 21             |
| Italia (FIMI)                               | 17             |
| Países Bajos (Dutch Top 40)                 | 37             |
| Reino Unido (UK Singles Chart)              | 5              |
| Reino Unido (UK Dance Chart)                | 2              |